# Покровка (Чистоозерний район)
Покровка (рос. Покровка) — село у Чистоозерному районі Новосибірської області Російської Федерації.
Входить до складу муніципального утворення Новокулиндінська сільрада. Населення становить 245 осіб (2010).

## Історія
Згідно із законом від 2 червня 2004 року органом місцевого самоврядування є Новокулиндінська сільрада.

## Населення
| 1996 | 2002 | 2007 | 2010 |
| ---- | ---- | ---- | ---- |
| 306  | ↘298 | ↘290 | ↘245 |